# ゲオルグ・オッツ
ゲオルグ・カルロヴィチ・オッツ(ロシア語: Георг Карлович Отс；英語: Georg Ots, 1920年3月21日 タリン - 1975年9月5日)はソビエト連邦の舞台劇歌手、オペラ歌手(バリトン)。

## 経歴
ゲオルグ・オッツは1920年ペトログラード(現サンクトペテルブルク)生まれ。父はテノール歌手であった。1938年、タリンのフランス・リセを卒業。その後、士官としてタリンの軍学校を卒業する。1940年にタリン工科大学に入学し、1941年に建築家として初級クラスを卒業。水泳を得意とし、1939年、1500mのエストニアチャンピオンになる。翌1940年には、競泳200mリレー自由形でエストニアチャンピオンになっている。
1941年に赤軍に動員される。タリンから「シベリア」号でレニングラードへ軍隊編入のため送られる。8月18日にゴーグラント島付近で船がドイツの機雷爆撃にあう。オッツは機雷掃海艇で掃海活動にあたる。レニングラードからは鉄道でチェリャビンスク近くのズィリャンカに送られ軍務につく。その鉄道駅で舞台監督のP. ピルドロースに会い、彼が結成したヤロスラヴリエストニア芸術アンサンブルに加わることになり、そこで初めて専門的な声楽訓練を始めた。
1944年にタリン音楽学校へ入学し、外部学生として2年間学んで卒業した。その後タリン音楽大学(現エストニア音楽アカデミー)で ティート・クーズィク(Tiit Kuusik)の下で学び、1951年に卒業した。
1944年、コーラス歌手。
1945年からはエストニアオペラ・バレエ劇場(現エストニア国立オペラ(Estonian National Opera))のソリスト。歌曲と舞台歌手として出演する。ソビエト連邦域内と国外 (フィンランド、スイス、ドイツ、チェコスロバキア、ブルガリア、エジプト、ハンガリー、ルーマニア) の各地で出演した。
1951～1952年にはタリン音楽大学学長。
1974年には同音楽学校のオペラ学科を率いた。また同年からはエストニア劇場連名の議長となる。
1972年には膠芽腫を患っていることが分かり、8回の手術を乗り越えたが、1975年にタリンで死去した。墓はタリンのレスノエ墓地にある。

## 家族
- 父：カール・オッツ(1882～1961) - テノール歌手。ソビエト=エストニア人民芸術家。